# Ada Nilsson
Pour les articles homonymes, voir Nilsson.
Ada Konstantia Nilsson, née le 21 septembre 1872 et morte le 23 mai 1964, est une médecin et gynécologue suédoise, l'une des premières femmes médecins en Suède. Elle est cofondatrice du magazine féministe Tidevarvet en 1923.

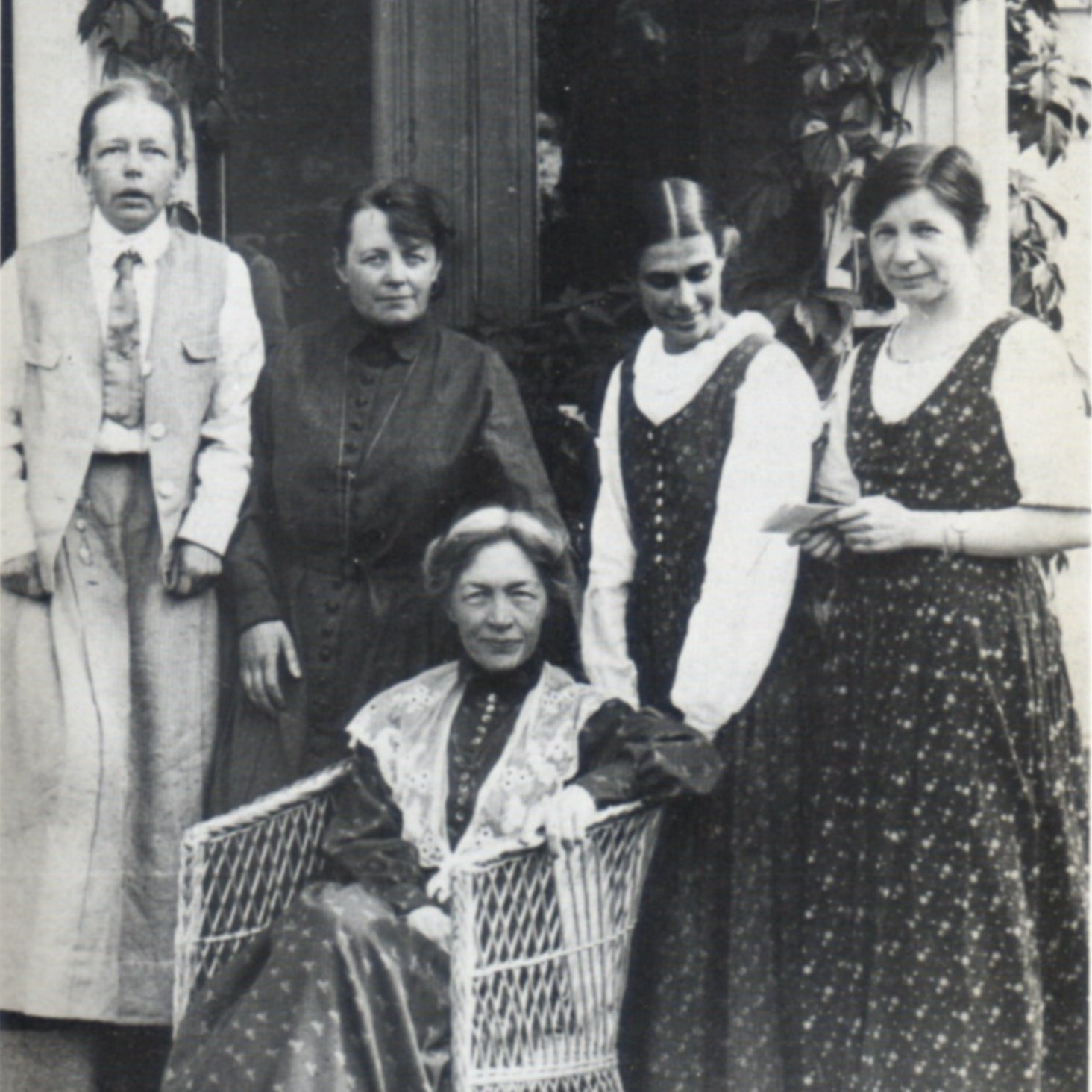
De gauche à droite : Elisabeth Tamm, Ada Nilsson, Kerstin Hesselgren (assise), Honorine Hermelin et Elin Wägner.

## Biographie
Ada Nilsson naît à Södra Säms, Västra Götaland, dans la province suédoise de Västergötland, en 1872. Elle est élevée dans une ferme. Son père meurt lorsqu'elle a treize ans et son tuteur l'envoie à Stockholm, où elle est élève dans un lycée de filles. Elle obtient son diplôme de fin d'études secondaires en 1891 et s'inscrit en année de propédeutique aux études de médecine à l'université d'Uppsala. Elle fait la connaissance de Lydia Wahlström, et rejoint l'association d'étudiantes d'Uppsala que celle-ci vient de créer. Elle se lie également avec  Alma Sundquist, qu'elle retrouve à la faculté de médecine de Stockholm, l'Institut Karolinska.
Elle est membre de l'Association nationale des femmes libérales.
La revue hebdomadaire Tidevarvet est fondée en 1923 , par Kerstin Hesselgren, Honorine Hermelin, Ada Nilsson, Elisabeth Tamm et Elin Wägner,. Les fondatrices, qui avaient une orientation politique libérale, font partie du groupe Fogelstad. Nilsson participe au financement du projet et devient rédactrice en chef tandis qu'Elin Wägner est rédactrice. Le journal paraît jusqu'en 1936.
Ada Nilsson meurt le 23 mai 1964 à Julita, dans la province de Södermanland. Sa vie est évoquée dans la station de métro Östermalmstorg de Stockholm par Siri Derkert.